# Sint-Martinuskerk (Urmond)
De Sint-Martinuskerk is een kerkgebouw in de wijk Oud-Urmond in Urmond in de gemeente Stein in de Nederlandse provincie Limburg. De kerk ligt op een lichte helling in de dorpskern van het dorp.
De kerk is gewijd aan Sint-Martinus.

## Geschiedenis
De voorganger van de huidige Sint-Martinuskerk was de Terpkerk die ongeveer 75 meter westelijker staat. Deze was te klein geworden voor de parochie en men wilde daarom een nieuwe kerk.
In mei 1955 legde men de eerste steen van de nieuwe kerk.
Op 20 mei 1956 zegende men de kerk in.

## Opbouw
De kerk ligt zuidoost-noordwest met het altaar in het zuidoosten. Het gebouw is opgetrokken in baksteen en beton en bestaat uit een nathex, een aaneengesloten schip en koor met pseudo-basilicale opstand en een kleine klokkentoren tegen de achterzijde van het koor. Het schip en het koor worden gedekt door een samengesteld zadeldak.